# Arctometatars

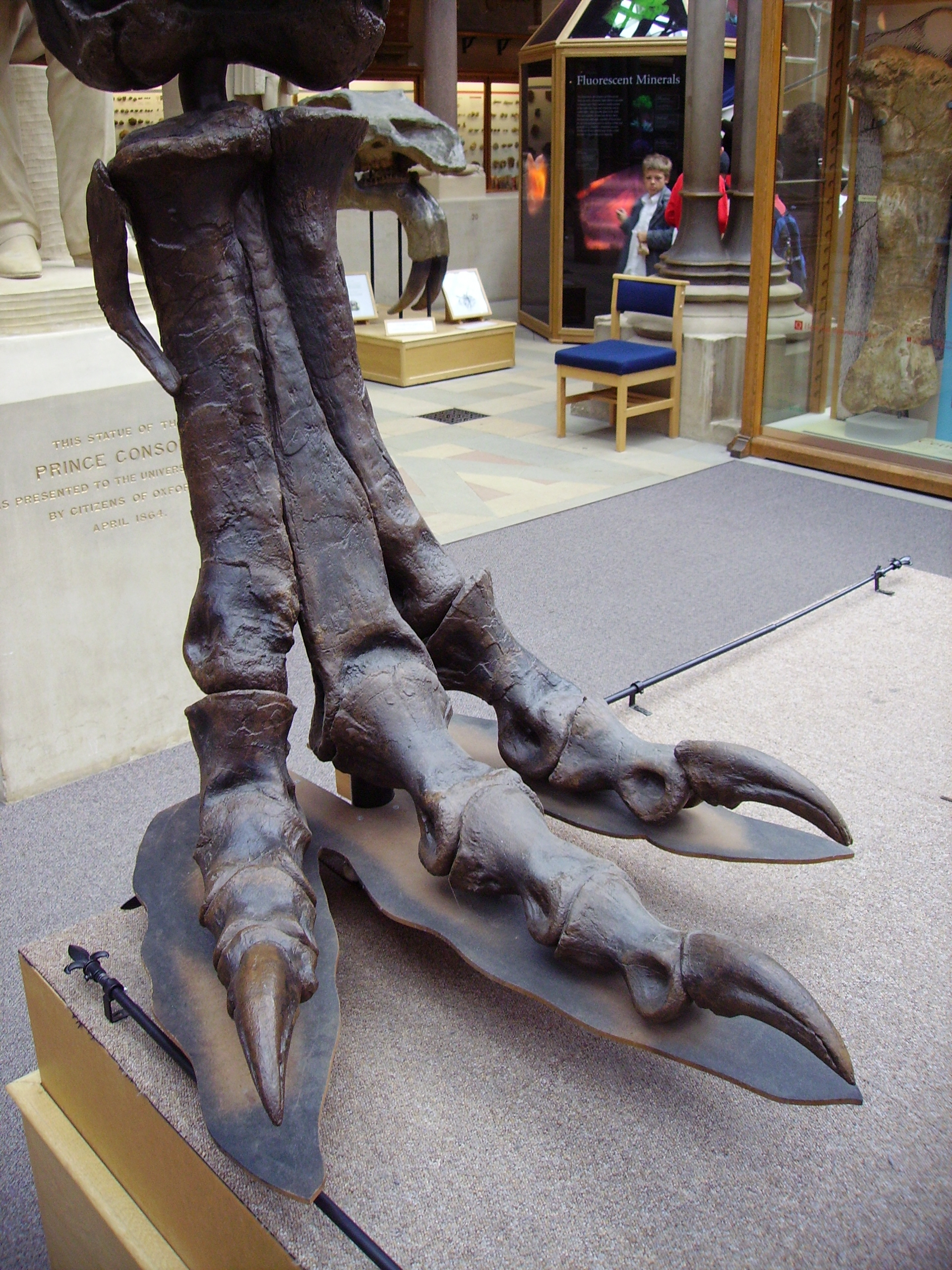
Peu de Tyrannosaurus amb l'arctometatars visible.

Un organisme arctometatarsià és aquell en el que la part proximal del tercer metatars es troba premuda entre els metatarsians II i IV. El tret sembla altament homoplàstic, comú en certs grups de dinosaures acostumats a córrer (entre ells els tiranosàurids) per a transmetre la força uniformement als metatarsians.